# Ligamentum conoides
Het ligamentum conoides of de kegelvormige band is een ligament dat het schouderblad (scapula) verbindt met het sleutelbeen (clavicula). De aanhechting van het sleutelbeen gebeurt aan de onderzijde van dit bot omheen een knobbel, het tuberculum conoideum. Dit ligament onderhoudt nauwe relaties met het ligamentum trapezoides dat eveneens het schouderblad met het sleutelbeen verbindt. Het ligamentum conoides en het ligamentum trapezoideum worden samen het ligamentum coracoclaviculare genoemd. Dit ligament wordt tot het acromioclaviculaire gewricht gerekend dat onderdeel is van het schoudercomplex. 
Het ligament is een belangrijke speler in de spilrotatie van het sleutelbeen die noodzakelijk is voor de volledige beweging van het schouderblad (opwaartse rotatie) tijdens het heffen van de arm.